# Parafia Wniebowzięcia Najświętszej Maryi Panny w Gnieźnie
Parafia pod wezwaniem Wniebowzięcia Najświętszej Maryi Panny w Gnieźnie – parafia rzymskokatolicka w Gnieźnie należąca do dekanatu gnieźnieńskiego I. Mieści się przy ulicy Franciszkańskiej. Prowadzą ją ojcowie franciszkanie. Erygowana w 1925 roku.

## Zasięg parafii
Do parafii należą wierni mieszkający w Gnieźnie (ulice: Dąbrówki, Franciszkańska, Grzybowo, Kilińskiego, Krzywe Koło, Łącznica, 3 Maja (lewa strona), Podgórna, Przecznica, Rybna, Rynek (część) Seminaryjna, Świętego Jana, Świętego Wojciecha (część), Świętokrzyska, Żuławy).